# Cecily Lefort
Pour les articles homonymes, voir Lefort.
Cecily Lefort (1900 - 1945) est un agent secret britannique du Special Operations Executive (SOE) pendant la Seconde Guerre mondiale. Elle assure, au cours de l'été 1943, la fonction de courrier dans le réseau Jockey, dirigé par Francis Cammaerts dans le sud-est de la France. Arrêtée par la Gestapo, elle est déportée à Ravensbrück et exécutée.

## Identités
- État civil : Cecile Margot Mackenzie, épouse Lefort
- Comme agent SOE :
  - Nom de guerre (field name) : « Alice »
  - Nom de code opérationnel : TEACHER (en français ENSEIGNANT)

Parcours militaire :
- WAAF, grade :  ACW (Aircraft Woman), matricule : 452845.
- SOE section F ; grade : Section Officer ; matricule : 9900[1].

## Biographie

### Premières années
Les ancêtres de Cecily Mackenzie sont écossais, elle naît le 30 avril 1900 à Londres. En 1925, elle épouse le docteur Alex Lefort, un Français avec qui elle partage la passion de la voile et qui possède une maison près de Saint-Cast sur la côte bretonne (France) où ils s'installent.
Quand la guerre éclate et que la France est occupée en 1940, elle s'enfuit en Angleterre, en mettant sa maison bretonne à la disposition de la Résistance dans le cadre des lignes d'évasion de la section DF du SOE qui aident les aviateurs britanniques descendus et d'autres personnes à quitter la France occupée.
Elle rejoint la Women's Auxiliary Air Force (WAAF) britannique en juin 1941. Comme elle parle très bien le français, elle se porte volontaire en 1942 pour servir dans la section française F du Special Operations Executive basée à Londres. Elle rejoint le SOE en 1943 et suit l'entraînement de courrier.

### Mission en France
Définition de la mission : elle vient comme courrier pour le réseau JOCKEY dirigé par Francis Cammaerts, dans le Sud-Est de la France. Son nom de guerre est « Alice ».
Elle est amenée en France à l'occasion d'un doublé de Westland Lysander organisé dans la nuit du 16 au 17 juin 1943 entre Tangmere et le terrain INDIGESTION près de Villevêque. C'est Henri Déricourt qui a organisé le vol et qui assure la réception des agents. 

### Aux mains de l'ennemi
À l'occasion d'une rencontre avec un contact à Montélimar, elle est arrêtée par la Gestapo le 15 septembre 1943. Après un interrogatoire brutal avec torture, elle est envoyée à la prison de Fresnes, près de Paris.
En 1944 elle est envoyée au camp de concentration de Ravensbrück, où elle est détenue avec 30 000 femmes et enfants. Sur sa tenue de prisonnière, elle doit porter un triangle rouge l'identifiant comme résistante.
Elle est gazée en février 1945.

## Reconnaissance

### Distinctions
- Royaume-Uni : Mention in Despatches (MinD)
- France : titulaire de la Croix de guerre 1939-1945 à titre posthume.

|  |  |  |  |

### Monuments
- Cecily Lefort est enregistrée sur le Runnymede Memorial, panneau 277[3]Surrey, Angleterre.
- En tant que l'un des 104 agents de la section F du SOE morts pour la France, le nom de Cecily Lefort figure sur le mémorial de Valençay, Indre, France.